# Dirty Deeds Done Dirt Cheap
Dirty Deeds Done Dirt Cheap är ett musikalbum av gruppen AC/DC utgivet 1976. 
Albumet gavs ut i olika utgåvor för Australien och Europa. I USA gavs det först inte ut alls, men när efterfrågan på importerade exemplar växte släpptes det till slut 1981. Det gick då omedelbart upp på Billboardlistans tredjeplats. På australiska utgåvan ingick låtarna "R.I.P (Rock in Peace)" och "Jailbreak", den sistnämnda skulle senare ges ut internationellt via ep:n '74 Jailbreak 1984, medan den förstnämnda släpptes internationellt långt senare via samlingsboxen Backtracks 2009. På internationella utgåvan ingick "Love at First Feel", som då ej tidigare utgivits i Australien, och "Rocker", som tidigare ingick i albumet T.N.T..

## Låtlista
Alla låtar är skrivna av Angus Young, Malcolm Young, Bon Scott.

### Internationell utgåva
1. "Dirty Deeds Done Dirt Cheap" - 4:12
2. "Love at First Feel" - 3:11
3. "Big Balls" - 2:38
4. "Rocker" - 2:50
5. "Problem Child" - 5:45
6. "There's Gonna Be Some Rockin'" - 3:17
7. "Ain't No Fun (Waiting Round to Be a Millionaire)" - 7:29
8. "Ride On" - 5:50
9. "Squealer" - 5:14

### Australisk utgåva
1. "Dirty Deeds Done Dirt Cheap" - 4:13
2. "Ain't No Fun (Waiting Round to Be a Millionaire)" - 7:29
3. "There's Gonna Be Some Rockin'" - 3:18
4. "Problem Child" - 5:27
5. "Squealer" - 5:11
6. "Big Balls" - 2:39
7. "R.I.P. (Rock in Peace)" - 3:34
8. "Ride On" - 5:51
9. "Jailbreak" - 4:40

## Medverkande
- Bon Scott - Sång
- Angus Young - Sologitarr,
- Malcolm Young - Kompgitarr, Bakgrundssång
- Mark Evans - Elbas, Bakgrundssång
- Phil Rudd - Trummor
- Harry Vanda - Producent
- George Young - Producent